# Сімоне Пепе
Сімоне Пепе (італ. Simone Pepe, * 30 серпня 1983, Альбано-Лаціале) — італійський футболіст, фланговий півзахисник, відомий виступами за «Удінезе», «Ювентус» та національну збірну Італії.

## Клубна кар'єра
Вихованець футбольної школи клубу «Рома». Дорослу футбольну кар'єру розпочав 2001 року в основній команді того ж клубу, в якій провів один сезон, не відігравши жодного офіційного матчу. 
Згодом з 2002 по 2003 рік грав на умовах оренди в командах-представниках Серії С1 «Лекко» та «Терамо».
2003 року перейшов до клубу «Палермо», в основній команді якого не зміг закріпитися і вже за рік був відданий в оренду до «П'яченци». По завершенні терміну оренди повернувся до «Палермо», однак знову мав проблеми з потраплянням до основного складу і 2006 року перейшов до «Удінезе». 
У складі команди з Удіне також не відразу отримав постійне місце в основі. Сезон 2006–07 провів на умовах оренди у клубі «Кальярі». Лише після цього, повернувшись до «Удінезе», став ключовою фігурою у півзахисті команди.
До складу клубу «Ювентус» приєднався 2010 року. Спочатку почав регулярно потрапляти до основного складу «старої синьйори», утім згодом у гравця почалися проблемі зі здоров'ям, які залишили його практична поза грою на два роки. Остаточно відновився після травм на початку 2015 року, утім за півроку контракт гравця з туринським клубом добігав кінця, його подовжено не було і Пепе отримав статус вільного агента.

## Виступи за збірні
2001 року дебютував у складі юнацьких збірних Італії, взяв участь у 10 іграх на юнацькому рівні, відзначившись сімома забитими голами.
Протягом 2001–2006 років залучався до складу молодіжних збірних країни. На молодіжному рівні зіграв у 25 офіційних матчах, забив 8 голів.
2008 року дебютував в офіційних матчах у складі національної збірної Італії. Наразі провів у формі головної команди країни 23 матчі. У складі збірної був учасником чемпіонату світу 2010 року у ПАР, виходив на поле в усіх трьох матчах італійців на цьому турнірі.
| Дата       | Місто        | Господарі         | Результат | Гості         | Турнір             | Голи | Примітки |
| ---------- | ------------ | ----------------- | --------- | ------------- | ------------------ | ---- | -------- |
| 11/10/2008 | Софія        | Болгарія          | 0 – 0     | Італія        | Відбір до ЧС 2010  | -    |          |
| 15/10/2008 | Лечче        | Італія            | 2 – 1     | Чорногорія    | Відбір до ЧС 2010  | -    |          |
| 19/11/2008 | Афіни        | Греція            | 1 – 1     | Італія        | товариський матч   | -    |          |
| 10/02/2009 | Лондон       | Бразилія          | 2 – 0     | Італія        | товариський матч   | -    |          |
| 28/03/2009 | Подгориця    | Чорногорія        | 0 – 2     | Італія        | Відбір до ЧС 2010  | -    |          |
| 01/04/2009 | Барі         | Італія            | 1 – 1     | Ірландія      | Відбір до ЧС 2010  | -    |          |
| 10/06/2009 | Преторія     | Італія            | 4 – 3     | Нова Зеландія | товариський матч   | -    |          |
| 18/06/2009 | Йоганнесбург | Єгипет            | 1 – 0     | Італія        | Кубок Конфедерацій | -    |          |
| 21/06/2009 | Преторія     | Італія            | 0 – 3     | Бразилія      | Кубок Конфедерацій | -    |          |
| 12/08/2009 | Базель       | Швейцарія         | 0 – 0     | Італія        | товариський матч   | -    |          |
| 09/09/2009 | Турин        | Італія            | 2 – 0     | Болгарія      | Відбір до ЧС 2010  | -    |          |
| 10/10/2009 | Дублін       | Ірландія          | 2 – 2     | Італія        | Відбір до ЧС 2010  | -    |          |
| 14/10/2009 | Парма        | Італія            | 3 – 2     | Кіпр          | Відбір до ЧС 2010  | -    |          |
| 03/06/2010 | Брюссель     | Італія            | 1 – 2     | Мексика       | товариський матч   | -    |          |
| 05/06/2010 | Женева       | Швейцарія         | 1 – 1     | Італія        | товариський матч   | -    |          |
| 14/06/2010 | Кейптаун     | Італія            | 1 – 1     | Парагвай      | ЧС 2010 - 1-й етап | -    |          |
| 20/06/2010 | Мбомбела     | Італія            | 1 – 1     | Нова Зеландія | ЧС 2010 - 1-й етап | -    |          |
| 24/06/2010 | Йоганнесбург | Словаччина        | 3 – 2     | Італія        | ЧС 2010 - 1-й етап | -    |          |
| 10/08/2010 | Лондон       | Італія            | 0 – 1     | Кот-д'Івуар   | товариський матч   | -    |          |
| 03/09/2010 | Таллінн      | Естонія           | 1 – 2     | Італія        | Відбір до ЧЄ 2012  | -    |          |
| 08/10/2010 | Белфаст      | Північна Ірландія | 0 – 0     | Італія        | Відбір до ЧЄ 2012  | -    |          |
| Усього     |              | Матчів            | 21        |               | Голів              | 0    |          |

## Титули і досягнення
- Чемпіон Італії (4):

«Ювентус»: 2011-12, 2012-13, 2013-14, 2014-15
- Володар Кубка Італії (1):

«Ювентус»: 2014-15
- Володар Суперкубка Італії (2):

«Ювентус»: 2012, 2013
- Фіналіст Ліги чемпіонів (1):

«Ювентус»: 2014-15